# Yoichi Doi
Yoichi Doi (Kumamoto, 25. srpnja 1973.) je japanski nogometaš.

## Klupska karijera
Igrao je za Kashiwa Reysol, FC Tokyo i Tokyo Verdy.

## Reprezentativna karijera
Za japansku reprezentaciju igrao je od 2004. do 2005. godine, te je odigrao 4 utakmica.
Igrao je na svjetskom prvenstvu 2006. dok je 2004. s Japanom osvojio Azijsko nogometno prvenstvo.

## Statistika
| Japan  | Japan | Japan |
| Godina | Nas.  | Gol.  |
| ------ | ----- | ----- |
| 2004.  | 2     | 0     |
| 2005.  | 2     | 0     |
| Ukupno | 4     | 0     |

## Vanjske poveznice
- National Football Teams
- Japan National Football Team Database